# Söder-Kulltjärnen
Söder-Kulltjärnen är en sjö i Älvdalens kommun i Dalarna och ingår i Dalälvens huvudavrinningsområde.